# Министерство финансов СССР
Министерство финансов СССР (Минфин СССР) — союзно-республиканское министерство СССР, обеспечивавшее проведение в жизнь финансовой политики Советского государства и осуществлявшее общее руководство организацией государственных финансов в стране.
После образования СССР было создано как Народный комиссариат финансов СССР (Наркомфин СССР). В соответствии с законом от 15 марта 1946 года Наркомфин СССР преобразован в Министерство финансов СССР.

## Функции и задачи
Основные функции и задачи, которые решало Министерство финансов СССР:
- Мобилизация денежных средств через руководимые им финансовые и кредитные органы и их направление в соответствии с утверждёнными Правительством СССР планами на финансирование и кредитование народного хозяйства;
- Контроль за соблюдением предприятиями, организациями и учреждениями государственной финансовой дисциплины и выполнение финансовых обязательств перед государством;
- Руководство работой министерств финансов союзных республик, всесоюзных банков долгосрочных вложений, органов государственного страхования, государственных трудовых сберегательных касс и контроль за их деятельностью;
- Разработка и представление на рассмотрение Совета Министров СССР проекта государственного бюджета СССР и организация его исполнения;
- Руководство и контроль за назначением и выплатой государственных пособий многодетным и одиноким матерям;
- Организация изготовления Гознаком денежных билетов и металлических монет, облигаций государственных займов;
- Государственная регистрация хозяйственных организаций и предприятий.

## Министры финансов СССР
| Ф. И.О. министра                      | Дата начала работы в должности | Дата окончания работы в должности               |
| ------------------------------------- | ------------------------------ | ----------------------------------------------- |
| Зверев, Арсений Григорьевич           | 19 марта 1946                  | 16 февраля 1948                                 |
| Косыгин, Алексей Николаевич           | 16 февраля 1948                | 28 декабря 1948                                 |
| Зверев, Арсений Григорьевич           | 28 декабря 1948                | 16 мая 1960                                     |
| Гарбузов, Василий Фёдорович           | 16 мая 1960                    | 12 ноября 1985                                  |
| Деменцев, Виктор Владимирович (и. о.) | 12 ноября 1985                 | 13 декабря 1985                                 |
| Гостев, Борис Иванович                | 13 декабря 1985                | 7 июня 1989                                     |
| Павлов, Валентин Сергеевич            | 17 июля 1989                   | 14 января 1991                                  |
| Орлов, Владимир Ефимович              | 7 марта 1991                   | 28 августа 1991; де-юре и. о. до 26 ноября 1991 |
| Раевский, Владимир Абрамович (и. о.)  | 28 августа 1991                | 4 февраля 1992                                  |

## Знаки различия
Форма одежды и знаки различия работников Министерства финансов СССР:
| Описание            | Знаки различия: петлицы персонального звания (1948—1954)  | Знаки различия: петлицы персонального звания (1948—1954) | Знаки различия: петлицы персонального звания (1948—1954) | Знаки различия: петлицы персонального звания (1948—1954) | Знаки различия: петлицы персонального звания (1948—1954) |
| ------------------- | --------------------------------------------------------- | -------------------------------------------------------- | -------------------------------------------------------- | -------------------------------------------------------- | -------------------------------------------------------- |
| Группа              | Высший руководящий состав                                 | Высший руководящий состав                                | Высший руководящий состав                                | Высший руководящий состав                                | Высший руководящий состав                                |
| Персональное звание | Действительный Государственный советник финансовой службы | Государственный советник финансовой службы               | Государственный советник финансовой службы I ранга       | Государственный советник финансовой службы II ранга      | Государственный советник финансовой службы III ранга     |
| Петлицы             |                                                           |                                                          |                                                          |                                                          |                                                          |

| Описание            | Знаки различия: петлицы персонального звания (1948—1954) | Знаки различия: петлицы персонального звания (1948—1954) | Знаки различия: петлицы персонального звания (1948—1954) | Знаки различия: петлицы персонального звания (1948—1954) |
| ------------------- | -------------------------------------------------------- | -------------------------------------------------------- | -------------------------------------------------------- | -------------------------------------------------------- |
| Группа              | Старший руководящий состав                               | Старший руководящий состав                               | Старший руководящий состав                               | Старший руководящий состав                               |
| Персональное звание | Старший советник финансовой службы                       | Старший советник финансовой службы I ранга               | Старший советник финансовой службы II ранга              | Старший советник финансовой службы III ранга             |
| Петлицы             |                                                          |                                                          |                                                          |                                                          |

| Описание            | Знаки различия: петлицы персонального звания (1948—1954) | Знаки различия: петлицы персонального звания (1948—1954) | Знаки различия: петлицы персонального звания (1948—1954) | Знаки различия: петлицы персонального звания (1948—1954) |
| ------------------- | -------------------------------------------------------- | -------------------------------------------------------- | -------------------------------------------------------- | -------------------------------------------------------- |
| Группа              | Средний состав                                           | Средний состав                                           | Средний состав                                           | Средний состав                                           |
| Персональное звание | Советник финансовой службы                               | Советник финансовой службы I ранга                       | Советник финансовой службы II ранга                      | Советник финансовой службы III ранга                     |
| Петлицы             |                                                          |                                                          |                                                          |                                                          |

| Описание            | Знаки различия: петлицы персонального звания (1948—1954) | Знаки различия: петлицы персонального звания (1948—1954) | Знаки различия: петлицы персонального звания (1948—1954) |
| ------------------- | -------------------------------------------------------- | -------------------------------------------------------- | -------------------------------------------------------- |
| Группа              | Младший состав                                           | Младший состав                                           | Младший состав                                           |
| Персональное звание | Младший советник финансовой службы I ранга               | Младший советник финансовой службы II ранга              | Младший советник финансовой службы III ранга             |
| Петлицы             |                                                          |                                                          |                                                          |

## Прекращение деятельности
Министерство финансов СССР прекратило своё существование 4 февраля 1992 года в связи с распадом СССР.
В Российской Федерации правопреемником Министерства финансов СССР явилось Министерство финансов РФ.